# 幽門腺

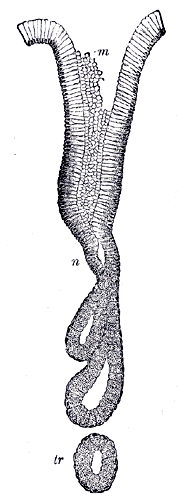
イヌの幽門腺

幽門腺（ゆうもんせん、英語: pyloric gland）とは幽門の固有層に広く分布する管状腺。幽門腺細胞は類円形の核を有し、噴門腺細胞と類似する。